# Belgia la Concursul Muzical Eurovision 2010
Belgia participă la concursul muzical Eurovision 2010. Aceasta este a cincizeci și doua participare a Belgiei la acest concurs muzical. Reprezentantul ei este interpretul Tom Dice cu melodia Me and My Guitar.